# Callimantis
Callimantis antillarum es una especie de mantis de la familia Mantidae. Es la única especie del género Callimantis.

## Distribución geográfica
Se encuentra en Cuba, República Dominicana, Isla de Mona, Isla de Culebra, Botafogo, Puerto Rico, Haití y Brasil.